# Eugeniusz Wojtkiewicz
Eugeniusz Wojtkiewicz (1 stycznia 1934 w Wilnie, zm. 17 grudnia 2006 w Warszawie) – polski piłkarz grający na pozycji obrońcy.

## Kariera
Był zawodnikiem Gwardii Opole. Następnie, od połowy lat 50. XX wieku, występował jako środkowy obrońca pierwszoligowej Odry Opole. Na początku lat 60. XX wieku grał w Pogoni Prudnik. Pod koniec kariery zawodniczej grał w Gwardii Warszawa.